# Crossett
Crossett – miasto w Stanach Zjednoczonych, w stanie Arkansas, w hrabstwie Ashley.